# Громак Юрій Петрович

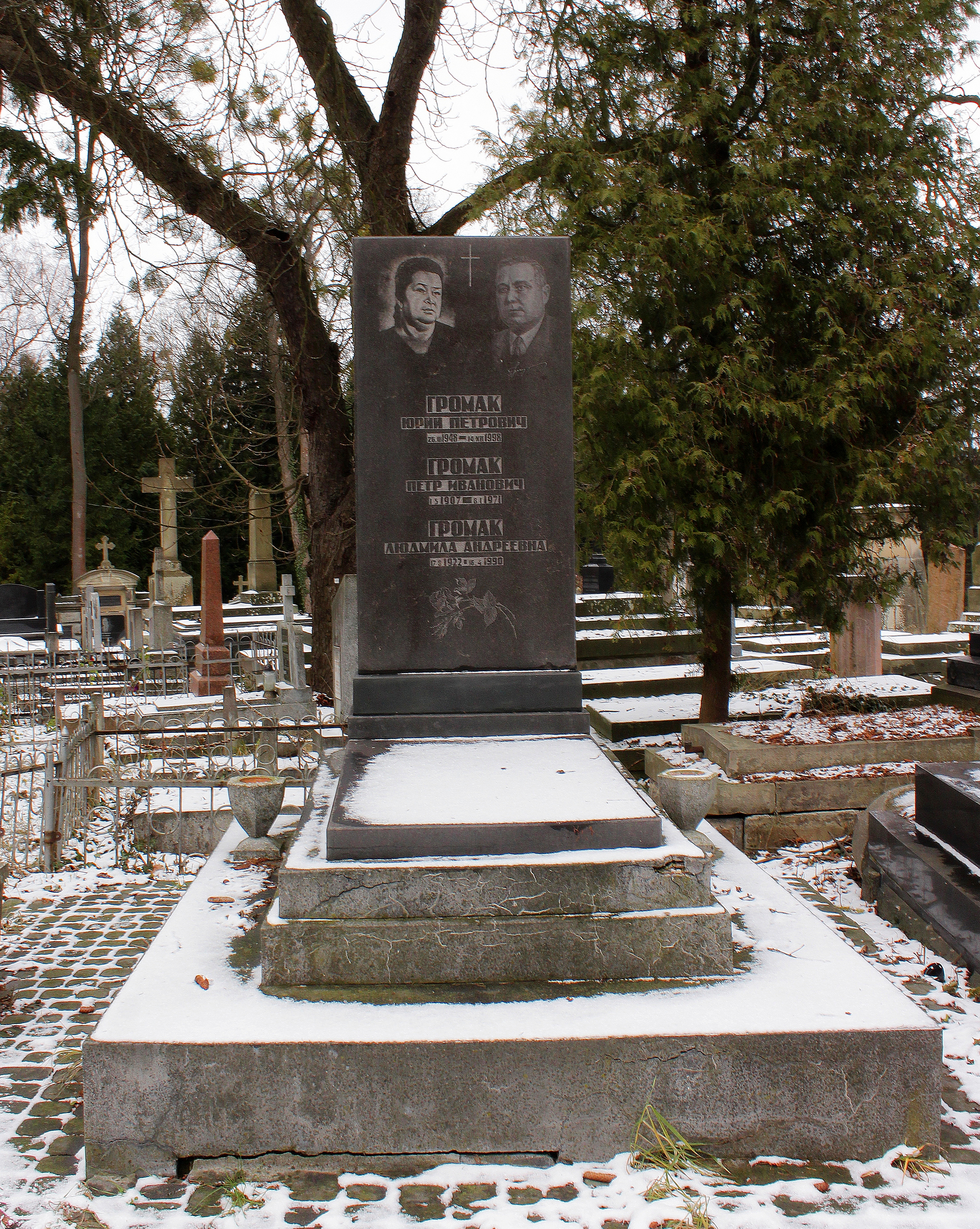

Громак Юрій Петрович (26 березня 1948 — 14 грудня 1998) — український плавець.
Бронзовий медаліст Олімпійських Ігор 1968 року. Чемпіон Європи 1966 року.
Похований на 68 полі Личаківського цвинтаря.